# Chiesa dei Santi Nicolò e Rocco (Villa del Bosco)
La chiesa dei Santi Nicolò e Rocco è la parrocchiale di Villa del Bosco, frazione del comune italiano di Correzzola, in provincia e diocesi di Padova; fa parte del vicariato del Piovese.
L'edificio religioso, edificato nel XVI secolo, è dedicato ai santi Nicola di Bari e Rocco.

## Storia
La prima citazione di una chiesa a Villa del Bosco risale al 1297 e si sa che era dedicata a San Prosdocimo. Non si sa quando la chiesa fu ridedicata a San Nicolò, ma questo titolo è accertato dal XV secolo.
Si sa che, alla fine del Medioevo, annesso alla chiesa era il cimitero. 
L'attuale parrocchiale venne edificata nel XVI secolo.
Fino al 1769 la cura d'anime era affidata ad alcuni monaci di Padova. Nel XVII secolo la chiesa fu ristrutturata e, nel 1845, venne ampliata.

## Descrizione

### Interno
L'opera più importante conservata nella parrocchiale di Villa del Bosco è una statua settecentesca di legno dipinto raffigurante la Madonna con Gesù bambino, che è collocata sopra l'altare della Beata Vergine e che è opera di Antonio Bonazza. Un'altra statua lignea, raffigurante san Rocco e scolpita nel 1783, è posta sull'altare dedicato a San Rocco.